# Антоний (Бартошевич)
Архиепи́скоп Анто́ний (в миру — Андре́й Гео́ргиевич Бартоше́вич; 17 ноября (30 ноября) 1910, Санкт-Петербург, Российская империя — 2 октября 1993, Женева, Швейцария) — епископ Русской православной церкви заграницей, с 1963 года до 2 октября 1993 года — архиепископ Женевский и Западно-Европейский. Брат епископа Леонтия (Бартошевича), своего предшественника по Женевской кафедре.

## Биография

### Детство
Родился 17 (30) ноябре 1910 года в Санкт-Петербурге. Родители Юрий (Георгий) Владимирович Бартошевич — военный инженер, капитан Императорской армии, и Ксения, урождённая Тумковская. Крещён 18 (30) декабря того же года в Александро-Невской церкви при Втором Кадетском корпусе. Чин крещения совершил протоиерей Михаил Союзов при диаконе Георгии Арсеньеве.
В 1914 году переехал с семьёй в Киев к бабушке. Во время Гражданской войны отец сражался на стороне Добровольческой армии, эмигрировал в Сербию. Мать с детьми смогли присоединиться к главе семейства в 1924 году, выехав из СССР сначала в Германию, а затем в Белград.

### Образование
Андрей Бартошевич окончил русско-сербскую гимназию и с 1931 года три года учился на техническом факультете Белградского университета. Желая посвятить себя служению Церкви, он, не окончив технический, перешёл в 1934 году на богословский факультет. Среди преподавателей факультета наибольшее влияние на будущего владыку оказали преподобный Иустин (Попович) и канонист Сергей Троицкий.
Андрей поддерживал постоянную связь с Мильковской обителью, во главе которой был поставлен его духовник архимандрит Амвросий (Курганов), окормлявший также монаха Антония (Медведева), с которым Андрей был дружен всю жизнь. В то время Бартошевич увлекался иконописью и был учеником Пимена Софронова. Он написал несколько икон, в том числе икону «Всех святых в земле Российской просиявших» для Троицкой церкви в Белграде и икону «Сошествие во ад» для крипты Иверской часовни в Белграде, где в 1936 году был погребён его наставник митрополит Антоний (Храповицкий).
14 марта 1939 года окончил Богословский факультет Белградского университета.

### Служение иеромонахом в РПЦЗ и Московском Патриархате
В 1941 году в монастыре Туман, куда перебрались монахи Мильковского монастыря, Андрей Бартошевич был пострижен в мантию с именем Антоний (в честь преподобного Антония Киево-Печерского). После диаконской и священнической хиротонии, совершённых митрополитом Анастасием (Грибановским), служил в белградской Троицкой церкви.
С февраля 1942 года — законоучитель и преподаватель иконописи в русском кадетском корпусе в Белой Церкви.
19 апреля 1945 года был принят в общение с Московским Патриархатом. в октябре 1945 года возведён в сан игумена и в феврале 1946 года — в сан архимандрита.
Полагая, как и многие эмигранты, что в СССР пробил час освобождения Церкви, отец Антоний надеялся вернуться на родину. Протоиерей Иоанн Сокаль, настоятель Троицкого храма, писал об этом желании отца Антония Патриарху, но ответа из Москвы не получил. В 1948 года принял советское гражданство, однако разрешение на въезд в СССР все не приходило 17 июля 1948 года протоиерей Иоанн Сокаль писал в рапорте Патриарху Алексию I, что архимандрит Антоний, «будучи одиноким, без всяких средств к существованию. терпеливо ждет уже 4-й год какого-либо назначения. Не получая ответа на поданные два прошения, он приходит в отчаяние и думает, что его надежда возвратиться на родину никогда не осуществится. В борьбе за существование он может уйти от нас и озлобиться, и мы лишимся хорошего инока и даровитого человека. Молодого монаха очень не хотелось бы подвергать искушению приходской жизнью. Оставить его у нас тоже не следовало бы, так как реакция сочтет его отвергнутым со стороны Москвы, и сразу же будет группироваться возле него, как недовольного и обиженного. Это внесло бы расстройство в нашу приходскую жизнь. Самое подходящее для него место — это монастырь, где он мог бы организовать живописную школу, быть полезным и духовно сохраниться».
В 1949 году, после четырехлетнего ожидания архимандрит Антоний покинул Югославию и перебрался в Швейцарию, где служил его брат архимандрит Леонтий (Бартошевич), и и в октябре 1949 года был вновь принят в клир Русской Зарубежной Церкви.
С 1949 года архимандрит Антоний служил в нескольких храмах Западно-Европейской епархии РПЦЗ, в том числе в Николаевской церкви Лиона (1950—1953), где расписал иконостас и написал икону святителя Иринея Лионского.
В 1952—1957 годах служил в Брюсселе (Воскресенская церковь). Участвовал в основании первой русской православной школы в Брюсселе и местного отделения «Национальной организации витязей». Организовывал проведение летних молодёжных лагерей. Посещал паству в разных уголках Бельгии.

### Архиерейство
После скоропостижной кончины своего брата епископа Женевского Леонтия, 5 мая 1957 года был хиротонисан в епископа Женевского, викария Западно-Европейской епархии РПЦЗ. Хиротонию совершили: архиепископ Брюссельский и Западно-Европейский Иоанн (Максимович), архиепископ Берлинской и Германский Александр, архиепископ Филофей, епископ Престонский Никодим.
Архиерейское служение владыки Антония отмечено частыми разъездами по епархии, в особенности с 1963 года, когда он возглавил Западно-Европейскую епархию. Он также регулярно навещал сестёр Леснинской обители, которая при нём переехала из окрестностей Парижа (Фуркё) в Нормандию (Провемон). Его жизнеописатель вспоминает:
При посещении им приходов Владыка читал шестопсалмие и утренний канон на всенощном бдении, в конце которого благословлял всех молящихся до единого, а потом со многими вступал в беседу.Бернар ле Каро
Владыка заботился о подрастающей в инославной среде молодёжи, собирая её для евангельских бесед. Воспитанию молодёжи посвящён его доклад «Наша смена».
Известно строгое отношение владыки к уставной службе, к посту. Будучи снисходительным к другим, архипастырь был строг к себе: в путешествии никогда не ослаблял пост, говоря, что для того нет никаких оснований в Типиконе.
Епархиальные паломнические поездки были важным подспорьем в пастырской деятельности владыки. Он организовывал паломничества не только на Святую Землю, но и к святыням Западной Европы: к мощам Лионских мучеников, святого Иоанна Кассиана (аббатство святого Виктора в Марселе), следуя в этом примеру святителя Иоанна Шанхайского. Под его руководством составлялись новые молитвы и службы древним святым Западной Церкви. Так, отец Пётр Кантакузен (будущий епископ Западно-Европейский Амвросий) составил по его благословению службу Всем святым в земле Гельветийской просиявшим.
В январе 1962 года в вевейской церкви Святой Варвары вместе с болгарским митрополитом Андреем венчал болгарского царя в изгнании Симеоном II и его супругой испанской дворянкой Маргаритой.
В 1964—1971 годах — настоятель храма во имя праведного Иова Многострадального (храм-памятник Царя-Мученика государя Николая Александровича) в Брюсселе.
Издавал «Вестник Западно-Европейской Епархии Русской Церкви за Рубежом».
Возглавив организацию «Православное Дело», которая осведомляла западную общественность о преследованиях верующих в Советском Союзе, с 1966 года наладил в сотрудничестве с Г. А. Раром отправку в СССР религиозной литературы, издававшейся Народно-трудовым союзом, канадским издательством «Заря» и Свято-Троицким монастырём в Джорданвилле.
Владыка Антоний был открыт для обратившихся в Православие представителей европейских народов, нередко служа для них на французском языке. Любил также служить в сербском и в румынском храмах Парижа.
В 1981 году награждён бриллиантовым крестом на клобук.
После кончины митрополита Филарета (Вознесенского) для избрания нового главы РПЦЗ был созван Архиерейский Собор, открывшийся 20 января 1986 года. Архиепископ Антоний получил равное количество голосов с будущим митрополитом Виталием, который и был избран жребием.
В 1987 году стал первым заместителем Первоиерарха РПЦЗ.

### Кончина и память
Последний год своей жизни тяжело болел. Избрал в качестве своего преемника целибатного протоиерея Игоря Дулгова и за две недели до своей кончины присутствовал на его епископской хиротонии. За несколько дней до этого участвовал в хиротонии епископа Вевейского Амвросия (Кантакузена).
Мирно скончался 2 октября 1993 года, после того как протоиерей Павел Цветков, ключарь кафедрального женевского собора, пропел ему Пасхальный канон.
Погребен рядом со своим братом епископом Леонтием (Бартошевичем) в склепе у южной стены Крестовоздвиженского собора Женевы.
По словам архиепископа Серафима (Дулгова):
Уверенно, спокойно, мудро и солидно было духовенству под его омофором, — да и уютно!

## Взгляды на возрождение России и благодатность Московского Патриархата
Не был сторонником самоизоляции РПЦЗ, был открыт для диалога с Церковью в Отечестве и с Поместными Церквами. Выступив с докладом на Всезарубежном соборе РПЦЗ 1974 года, раскрыл следующее понимание долга РПЦЗ перед Церковью и Родиной:

1) Хранить чистоту Православия, отсекая все соблазны безбожия и модернизма. Другими словами, мужественно идти по тому пути, который начертан на скрижалях нашей Церкви.
2) Быть смелым и свободным голосом Церкви Христовой, бескомпромиссно говорить истину и правду, что делали до сих пор наши Первоиерархи.
3) Пользуясь свободой снисходить к несвободе других, стараясь не осуждать их легко, а понять, поддержать, проявить братскую любовь.
4) Беречь и дорожить церковным единством, чувствуя себя частью живой вселенской Церкви Христовой и достойно нести в ней знамя Русской Церкви.
5) Избегать где можно самоизоляции, ибо дух Церкви объединяющий, а не разделяющий. Не искать еретиков там, где их может быть и нет, боясь всякого преувеличения в этом направлении.
6) Звать отделившихся от нас русских православных людей и их пастырей к единению. Звать не прещениями, а братской любовью во имя страждущей Русской Церкви и многострадальной родины.
7) Повернуться лицом к возрождающейся России, протянуть ей руку помощи там, где это в наших силах!
...
Что важнее для нас, сама Церковь и живые силы в ней или временные, может быть, её недостойные представители? Ради последних неужели будем рвать с Вселенской Церковью, в которой большинство думает как и мы, в которой дышит, несмотря на наши недостоинства, Дух Святой? Да кого же мы этим накажем? Ведь только сами себя!

Узнав об этом выступлении владыки Антония, афонский старец Паисий (Эзнепидис) сказал одному паломнику из Парижа: «Ваш Антоний — герой! Он не с теми (экуменистами) и не с другими (ревнителями не по разуму)!».
В том же докладе было заявлено о возрождении и пробуждении России:
Теперь мы стоим перед лицом возрождающейся России. Совершается постепенно то, чего мы столько лет ждали, во имя чего мы трудились и жили. Россия пробуждается. Заговорили лучшие люди на родине. Растерявшееся советское правительство, не смея расправиться с ними у себя, выкидывает их за границу.
Относительно Московского Патриархата владыка избегал резких высказываний, о чем свидетельствует его письмо отцу Дмитрию Дудко: «Покойный архиепископ Иоанн, всеми у нас уважаемый и любимый, говорил так: "Официальная Церковь в России, конечно, благодатна, хотя отдельные архиереи ведут себя недостойным образом"». В 1985 году он прибыл в Белград и молился за Литургией в русском храме Московского Патриархата.
В 1986 году в своём Послании к пастырям и пастве он писал следующее:
Слепые фанатики и неразумные ревнители могут быть недовольны только тем, что иерархи наши [Русской Зарубежной Церкви] никогда не утверждали, что Московская Патриархия безблагодатная, лишена благодати Божией, в силу чего мы принимали всегда в нашу Церковь архиереев и священников из Московской Патриархии в сущем сане. Мы верим и знаем то, что Любовь Божия пребывает с многострадальными христианами нашей родины, и даже с теми, которые ищут её у официально признанных властью священнослужителей и в храмах Московской Патриархии.

## Сочинения
- Преосвященного Антония Архиепископа Женевского и Западно-Европейского // «Вестник Западно-Европейской епархии Русской Православной Церкви за Рубежом». — 1975. — № 4. — С. 18-38
- Доклад на 12-м съезде Западно-Европейской Епархии Русской Православной Церкви Заграницей. // «Русское Возрождение». — 1979. — № 5. — С. 149—174
- О загробной жизни души человека // Вестник Германской Епархии. 1993. — № 5. — С. 15—18
- La vie de l’ame dans l’au-dela. — Paris, 1999. — 34 p.